# Raniuszek rdzawy
Raniuszek rdzawy, raniuszek jasnogardły, raniuszek himalajski (Aegithalos iouschistos) – gatunek małego ptaka z rodziny raniuszków (Aegithalidae). Występuje w Himalajach i przyległych terenach. Nie jest zagrożony wyginięciem.

## Taksonomia
Po raz pierwszy raniuszek rdzawy został opisany przez Edwarda Blytha w 1845 na łamach The journal of the Asiatic Society of Bengal. Holotyp pochodził z Nepalu. Opis zawierał tylko opis upierzenia i wymiary. Autor nadał nowemu gatunkowi nazwę Parus iouschistos. Obecnie (2021) Międzynarodowy Komitet Ornitologiczny (IOC) umieszcza raniuszka rdzawego w rodzaju Aegithalos jako A. iouschistos. Klasyfikacja nie jest jasna. IOC uznaje gatunek za monotypowy, a 3 taksony uznawane niekiedy za podgatunki uznaje za osobne gatunki. Raniuszek rdzawy bywa również uznawany za jeden gatunek z raniuszkiem białogardłym (Aegithalos niveogularis). W Check-list of birds of the world w 1967 raniuszek rdzawy został uznany za gatunek liczący 4 podgatunki.

## Podgatunki i zasięg występowania
Raniuszki rdzawe zamieszkują zależnie od podgatunku:
- raniuszek tybetański (A. i. bonvaloti) (Oustalet, 1892) – północno-wschodnia Mjanma, przyległy obszar południowo-wschodniego Tybetu i zachodnie Chiny (Junnan, Kuejczou i Syczuan)[10]
- raniuszek birmański (A. i. sharpei) (Rippon, 1904) – Góra Wiktorii (południowo-wschodnia Mjanma)[10]
- raniuszek rdzawy (A. i. iouschistos) (Blyth, 1845) – Himalaje od Nepalu po Arunachal Pradesh, dalej po południowo-wschodni Tybet na wschód po południk 96°E[10]
- raniuszek szarolicy (A. i. fuliginosus) (Verreaux,J, 1869) – zachodnie i centralne Chiny, prawdopodobnie ograniczony do gór na północnych i zachodnich granicach Kotliny Syczuańskiej[7]

## Morfologia

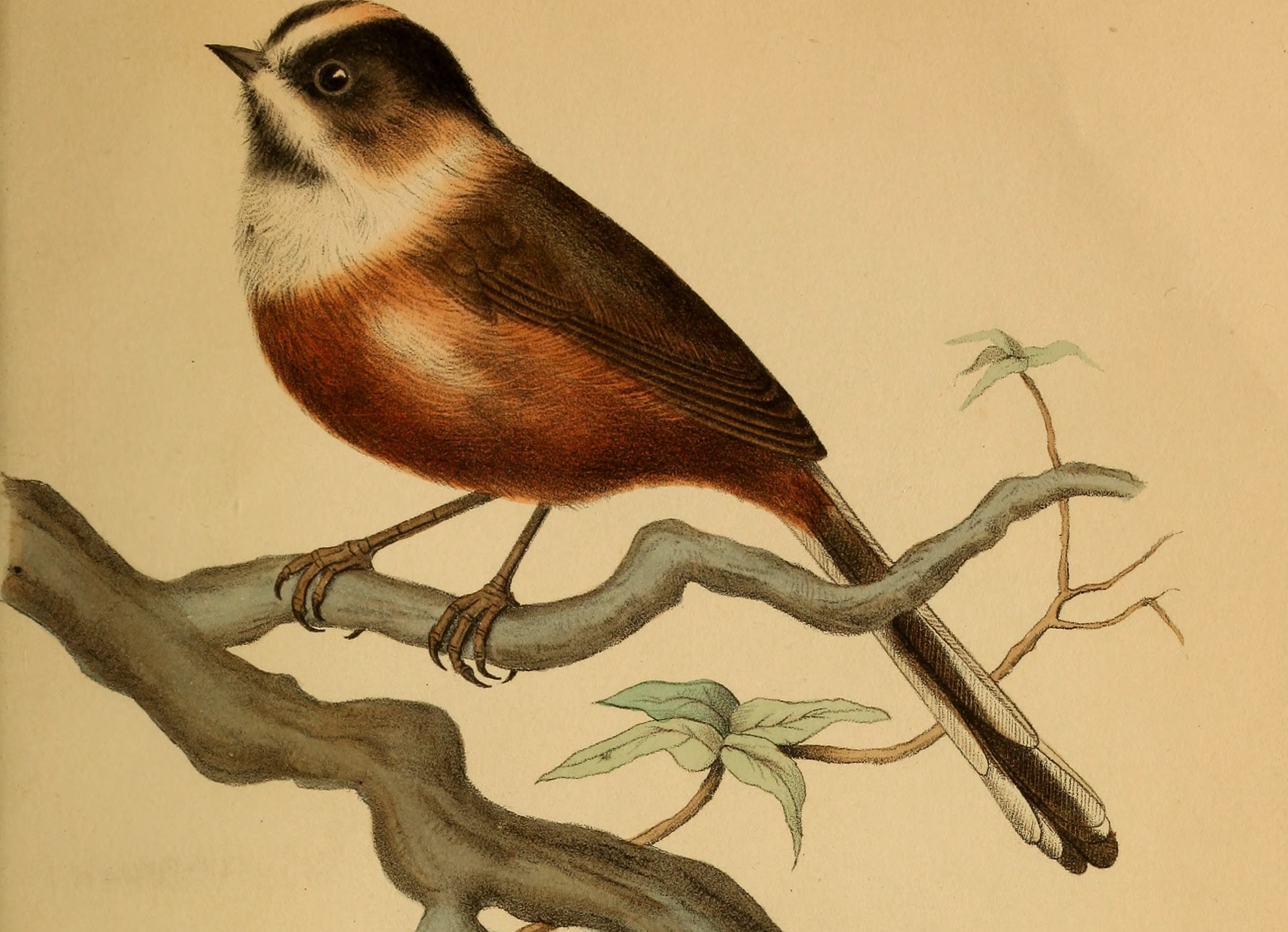
A. i. bonvaloti, ilustracja z 1891

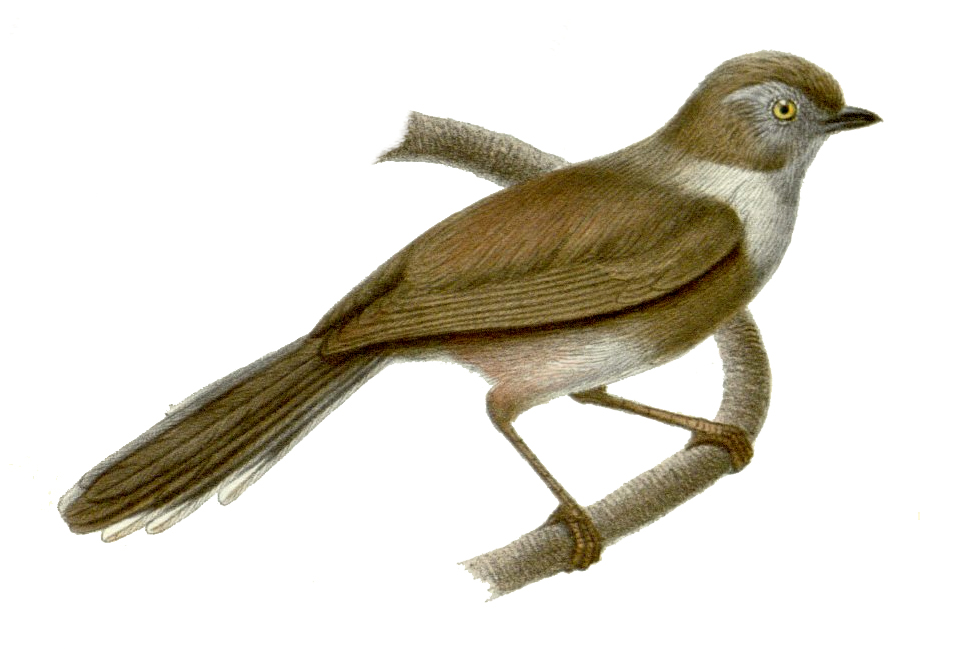
A. i. fuliginosus; ilustracja z 1872

Długość ciała wynosi około 11–11,5 cm. Wymiary u ptaków podgatunku nominatywnego (liczba osobników nie została podana): długość skrzydła u samca – 55–60 mm, u samic – 53–58 mm; długość ogona samca 48–59 mm, samicy – 45–53 mm; długość dzioba 8–10 mm; długość skoku 17–19 mm.
Opis dotyczy podgatunku nominatywnego, ptaków dorosłych, świeżo po pierzeniu. Czoło cynamonowe, środek wierzchu głowy płowocynamonowy, środek karku cynamonowy z domieszką czarnych piór. Boki wierzchu głowy i szyi porastają połyskujące, czarne pióra. Pozostała część wierzchu ciała ma barwę szarą z oliwkowym nalotem, po bokach górnej części grzbietu – płowym. Na kuprze dostrzec można cienką, różowocynamonową linię. Co dłuższe pokrywy nadogonowe są szare. Sterówki są ciemne, szarobrązowe, zależnie od pióra mają krawędzie koloru odpowiednio: O1–O3 – szare, O4–O6 jasne, do tego białe stosiny i brudnobiałe końcówki. Ogon jest wyraźnie stopniowany, sterówki O2 są najdłuższe, O6 około 15 mm krótsze. Pokrywy skrzydłowe ciemne, szarobrązowe, obrzeżone tak jak wierzch ciała. Skrzydełko i pokrywy pierwszorzędowe czarnobrązowe. Lotki szarobrązowe, w przypadkach lotek III rzędu na chorągiewkach wewnętrznych jaśniejsze i bardziej płowe. Są delikatnie szaro obrzeżone, z wyjątkiem lotek od P1 do P3, a na lotkach od P4 do P6 krawędzie innej barwy są obecne tylko do wewnątrz emarginacji. Kantarek i policzki mają barwę smoliście czarną, na pokrywach usznych i po bokach szyi kolor ten przechodzi w płowocynamonowy. Pasek przyżuchwowy jest rdzawy. Pasek podbródkowy i broda są smoliście czarne, tworząc kształt odwróconej litery V; na gardle kolor i w środku piersi ten przechodzi w srebrzystobiały. Niższa część śliniaka ma kolor rdzawy, łączy się paskiem przyżuchwowym, tworząc „obrożę”. Spód ciała rdzawocynamonowy, z tyłu po bokach bardziej różowy, tak jak i na brzuchu, na nogawicach, w okolicach kloaki i na pokrywach podogonowych. Lotki III rzędu i pokrywy podskrzydłowe są jasne, cynamonowopłowe.

## Ekologia i zachowanie
Środowiskiem życia raniuszków rdzawych jest podszyt lasów z krzewami różanymi, berberysami, bambusami i zaroślami wierzb rosnącymi pomiędzy dębami, kasztanami i rododendronami. Zamieszkuje również lasy mieszane, rzadziej w sosnach i subalpejskich lasach z choinami (zwłaszcza w zachodnich Chinach). Powyżej linii drzew spotykane są także w zaroślach, w tym wtórnych i kolczastych. Po sezonie lęgowym ptaki rozpierzchają się niżej, do wiecznie zielonych lasów strefy podzwrotnikowej. Częściej raniuszki rdzawe spotykane są w suchszych obszarach na północ od Himalajów, niż na południe w gęstszych lasach. Na Górze Wiktorii zasiedlają otwarte lasy sosnowe. W Himalajach bywały odnotowywane na wysokości od 2700 do 3600 m n.p.m.; zimą i jesienią schodzą do 2400 m n.p.m. W Kuejczou były notowane na wysokości 2200–2750 m n.p.m., w Junnanie 2135–4400 m n.p.m., w Syczuanie od 700 do 4275 m n.p.m. (prawdopodobnie gniazdują od 2600 m n.p.m. do 4000 m n.p.m.), natomiast między 2130 a 2650 m n.p.m. ptaki te były stwierdzane w południowo-wschodnim Tybecie.
Raniuszki szarolice (A. i. fuliginosus) zamieszkują lasy mieszane z udziałem świerków oraz zakrzewienia złożone z krzewów zrzucających liście. Preferują najniższe pod względem wysokości n.p.m. obszary. W północno-zachodnim Syczuanie stwierdzane od 1000 do 2600 m n.p.m., w centralno-południowej części prowincji na 2150 m n.p.m. (w czerwcu), na 2440 m n.p.m. w południowym Gansu (we wrześniu).
Pod względem zachowania raniuszki rdzawe przypominają raniuszki zwyczajne (A. caudatus). Są to bardzo żywe, nieustające w swych ruchach i często ufne ptaki. Poza sezonem lęgowym tworzą stada liczące do 40 osobników. Niekiedy dołączają do stad wielogatunkowych. Od maja do lipca ze stad wyodrębnione są pary. Zaraz po tym, jak młode nabędą zdolności do lotu, raniuszki rdzawe ponownie łączą się w stada. Żerują zarówno w koronach drzew, jak i w krzewach. Zjadają bezkręgowce i materię roślinną.

### Lęgi
W Himalajach sezon lęgowy trwa prawdopodobnie od maja do lipca. W południowo-zachodnich Chinach, w Kuejczou, stwierdzono lęgi w maju, podobnie jak i w południowo-zachodnim Tybecie. Na Górze Wiktorii obserwowano parzenie się 13 kwietnia. W północnej Mjanmie samca, który niedługo byłby w kondycji rozrodczej, odłowiono w środku marca. Gniazdo umieszczone jest na dębie lub rododendronie, na wysokości 0,8–2 m nad ziemią. Ma ono formę kuli z mchu i pnączy pokrytą porostami, wyściełaną piórami. W zniesieniu może być od 4 do 5 jaj o wymiarach około 14,4 na 10,6 mm i białej skorupce. W przypadku A. i. fuliginosus o lęgach nie wiadomo nic poza tym, że w północnym Syczuanie w maju obserwowano ptaka, który prawdopodobnie karmił młode.

## Status i zagrożenia
IUCN klasyfikuje raniuszka rdzawego jako gatunek najmniejszej troski (LC, Least Concern). Organizacja ta uznaje za osobne gatunki raniuszka tybetańskiego i birmańskiego (jako A. bonvaloti) oraz raniuszka szarolicego (jako A. fuliginosus); również zalicza je do kategorii najmniejszej troski. Stosujący identyczne ujęcie systematyczne BirdLife International wymienia 7 obszarów uznanych za ostoje ptaków IBA, na których występuje raniuszek rdzawy, oraz 6, na których występuje raniuszek szarolicy.